# Carl-Ludwig Wolff
Carl-Ludwig Wolff (* 11. Oktober 1933 in Guben; † 20. Mai 2022; auch Carlo Wolff) war ein deutscher Journalist und Hörfunkmoderator.

## Wirken
Er wurde als zweites von sechs Kindern eines Ärzteehepaares geboren und wuchs in Neuzelle auf. Bis zur Flucht vor den sowjetischen Truppen über Großräschen und Senftenberg besuchte er das Friedrichs-Gymnasium in Frankfurt (Oder). Nach dem Zweiten Weltkrieg studierte er in Berlin (Städtisches Konservatorium, Max-Reinhardt-Schule) und Hannover (Hochschule für Musik und Theater). Er absolvierte mehrere Theaterjahre in Berlin, Hannover, Hildesheim und Braunschweig.
Nach einem schweren Autounfall wurde er ab 1959 Sprecher, Aufnahmeleiter, Autor, Moderator, Redakteur und Reporter. Seine beruflichen Stationen waren der Norddeutsche Rundfunk, der Deutschlandfunk und das WDR Fernsehen.
Bekanntheit erlangte Carl-Ludwig Wolff ab 1965, als er beim Deutschlandfunk die Sendungen Schlagerderby und den Aktuellen Plattenteller 13 Jahre lang moderierte.
Seit 1999 lebte er in Köln und war von hier aus weiterhin als Autor und Fotograf tätig. In seinem zeitgeschichtlichen Roman Das Derby – Sieg, Platz... oder Sturz? aus dem Jahr 2004 verband er Politik und Zeitgeschichte mit Familiengeschichte und eigenem Erleben.

## Werke
- Das Derby – Sieg, Platz … oder Sturz?, Verlag Fischer Rita G. 2004. ISBN 3830106882